# Norbert Rier

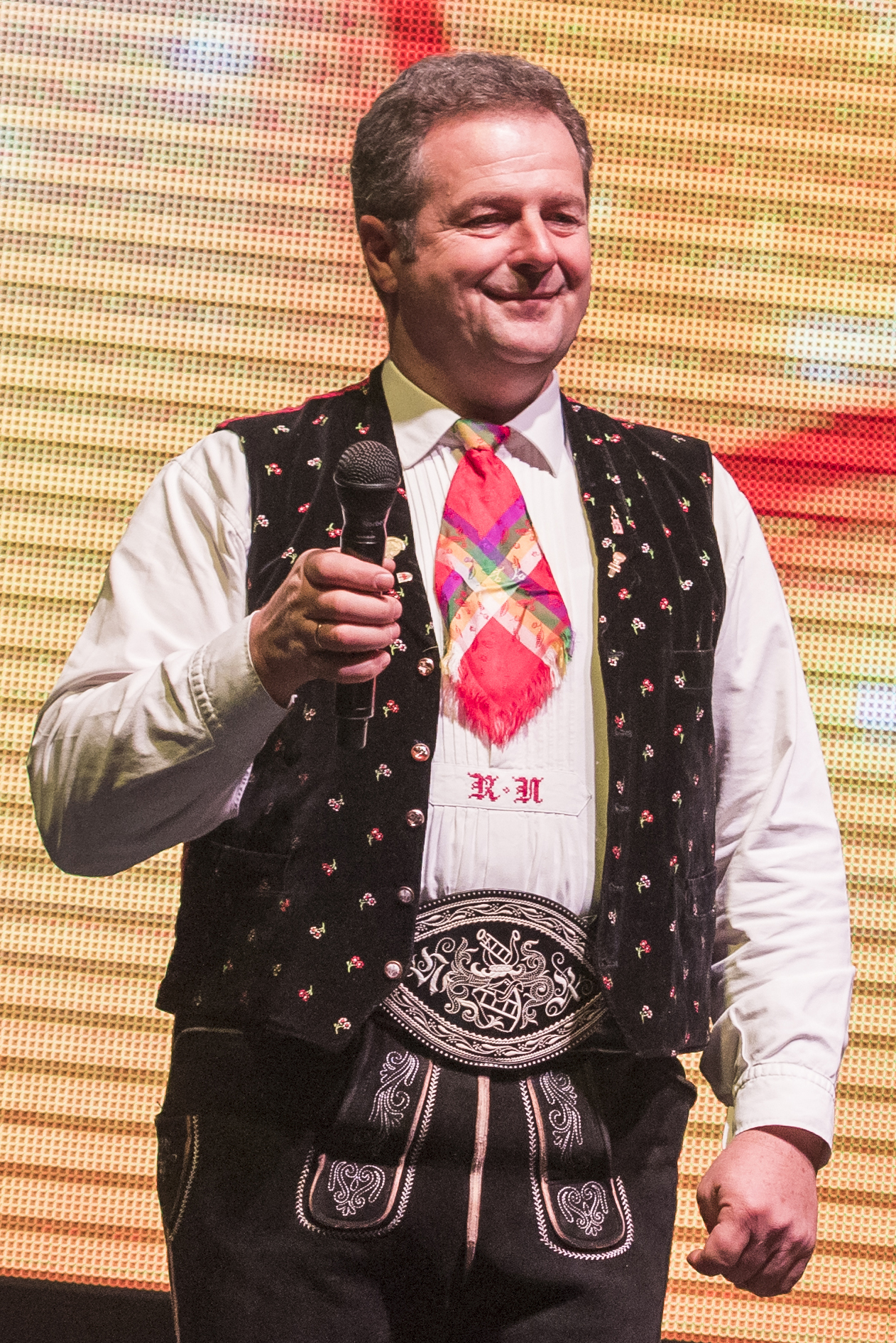
Norbert Rier (2016)

Norbert Rier (* 14. April 1960 in Kastelruth) ist ein Südtiroler Musiker, der vor allem als Sänger und Frontmann der Kastelruther Spatzen bekannt wurde.

## Karriere und Leben
Norbert Rier ist von Beruf Landwirt. Seit 1983 ist er mit Isabella verheiratet und hat vier Kinder. Er ist der Onkel der Skirennläufer Peter Fill und Denise Karbon.
Rier hat mit seinen Kindern Lieder aufgenommen: Mit Marion Che bella la vita, mit Anna Mein Papa und ich, mit Andreas Im Himmel der Sehnsucht und mit Alexander Zwischen dir und mir. Auf dem Album Herz gewinnt Herz verliert (September 2008) ist Marion bei dem Lied Aus jedem Traum wird ein Stern mit dabei. Im Gegensatz zu seinen Kollegen hat er als Einziger keine musikalische Vergangenheit.
In seiner Freizeit betreibt Rier eine Haflingerzucht. Im Oktober 2006 veröffentlichte Norbert Rier seine Autobiographie. Das Album Immer noch wie am ersten Tag erschien im Oktober 2010. 2007 erhielt Rier das Verdienstkreuz des Landes Tirol.